# Callida viridipennis
Callida viridipennis är en skalbaggsart som beskrevs av Thomas Say. Callida viridipennis ingår i släktet Callida och familjen jordlöpare. Inga underarter finns listade i Catalogue of Life.